# Gbaffo
Gbaffo è un arrondissement del Benin situato nella città di Dassa-Zoumè (dipartimento delle Colline) con 4.266 abitanti (dato 2006).